# Janvier 1826

## Événements

Delacroix, La Grèce sur les ruines de Missolonghi

- 1er janvier : le général Antonio José de Sucre est élu premier président à vie de la nouvelle république de Bolivie.

- 3 janvier (calendrier julien) : échec du soulèvement du régiment de Tchernihiv en Ukraine, par Sergey Muravyov-Apostol.

- 5 janvier : quatrième siège de Missolonghi.

- 8 janvier : traité entre la France et le Brésil.

- 15 janvier, France : fondation à Paris du journal Le Figaro, hebdomadaire satirique, par le chansonnier Maurice Alhoy et l'écrivain et homme politique Étienne Arago.

- 24 janvier, États-Unis : traité de Washington sur les terres des Creeks, qui cèdent une partie de leurs terres au gouvernement fédéral.

- 31 janvier (calendrier julien) : Développement de la Chancellerie privée. Création de la IIe section chargée de la codification des lois (avec Speranski).

## Naissances
- 5 janvier : Alfred Vulpian (mort en 1887), physiologiste et neurologue français.

## Décès
- 4 janvier : Nicolas Fuss (né en 1755), mathématicien suisse.
- 6 janvier : John Farey (né en 1766), géologue et écrivain anglais.
- 20 janvier : Stanisław Staszic (né en 1755), homme d'État, philosophe, poète, géologue, prêtre et écrivain polonais.